# Vanlig mara
Vanlig mara eller stor mara (Dolichotis patagonum) är en gnagare i familjen marsvin (Caviidae) som förekommer i Argentina.

## Utseende
Med sina långa extremiteter och sina långa öron påminner djuret mer om en hare än om ett marsvin. Arten når en kroppslängd omkring 70 cm (61 till 81 cm) och en vikt omkring 8 kg. Svansen är mycket kort (maximum 5 cm) och nästan naken. Pälsen är på ovansidan gråbrun, övergången till den vita buken och framsidan är brun. Kännetecknande är en vit päls vid stjärten. Vanlig mara har fyra tår vid framtassen som är utrustade med skarpa klor. Bakfötterna har tre tår med naglar som påminner om hovar. Tandformeln är liksom hos alla andra marsvinsartade gnagare 1/1-0/0-1/1-3/3, alltså 20 tänder.

## Utbredning och habitat
Vanlig mara lever i Argentinas pampas från provinsen Catamarca söderut till 50 grad sydlig bredd. Den vistas främst i gräsmarker, buskmarker och hittas även i öppna skogar i låglandet.

## Ekologi

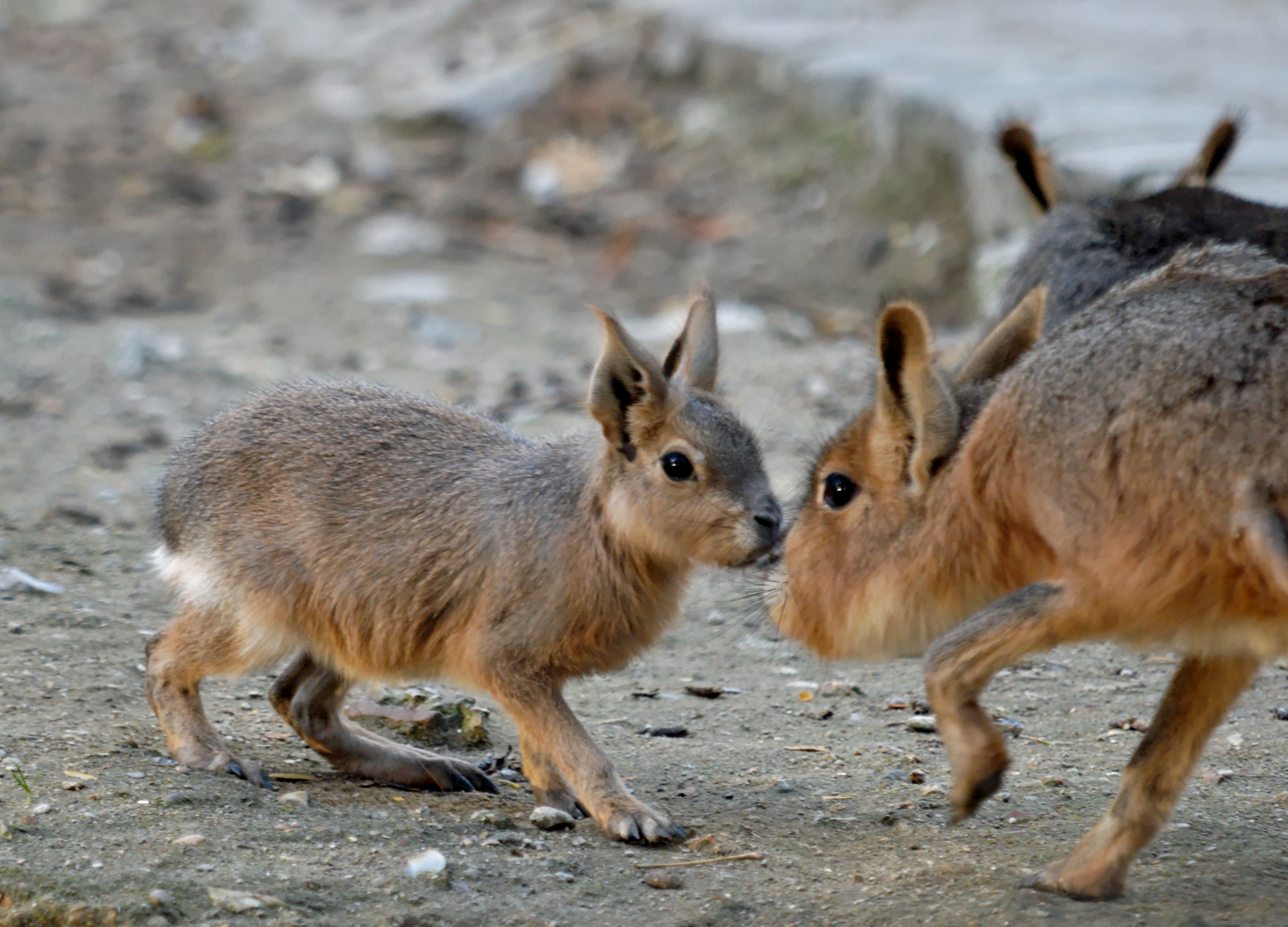
En hona med sin unge.

I motsats till flera andra gnagare är vanlig mara aktiv på dagen. Den solbadar mycket och kan springa i 45 km/h över en kilometer om den skulle hotas av ett rovdjur. Arten livnär sig av gräs och andra växtdelar. Den vilar i täta vegetationsansamlingar eller i hålor som skapats av andra djur.
Vanlig mara lever nästan uteslutande i monogama par som undviker kontakt med artfränder. Enda undantaget är grupper av nyfödda ungar med olika föräldrar som lever i samma bo. Före ungarnas födelse gräver honorna jordhålor. Dräktigheten varar cirka 90 till 100 dagar och sedan föds vanligen tvillingar. Ungarna föds med öppna ögon och är väl utvecklade. Födelsen sker mellan augusti och december (oftast september eller oktober). De följande fyra månaderna stannar ungarna i boet där de dagligen dias av sina mödrar. En hona känner igen sina ungar på lukten, men ibland lyckas en främmande unge få mjölk. Honor blir könsmogna efter åtta månader .
I fångenskap kan vanlig mara få fyra kullar per år, i naturen vanligen bara en.
Individer i fångenskap kan bli omkring 14 år gamla, livslängden i naturen är okänd.

## Status
Arten hotas främst av habitatförstörelse när den ursprungliga pampas omvandlas till jordbruksmark. Den jagas för pälsens skull och därför blev den sällsynt i vissa regioner. Med introducerade får och fältharar har den fått konkurrenter om samma föda. IUCN listar vanlig mara som nära hotad (NT).